# Уитфилд, Мелвин
Мелвин Уитфилд (Мелвин Грестон (Мэл) Уитфилд, англ. Malvin Greston "Mal" Whitfield; 11 октября 1924, Бей-Сити, штат Техас, США — 19 ноября 2015, Вашингтон, США) — американский легкоатлет, который специализировался на дистанциях 400 и 800 метров. Трёхкратный олимпийский чемпион, трёхкратный чемпион Панамериканских игр 1951 года на дистанциях 400 метров, 800 метров и эстафета 4×400 метров.

## Биография
В 1943 году он поступил на службу в военно-воздушные силы армии США. Был военным летчиком, участник Второй мировой войны. После ее окончания поступил в Университет штата Огайо.  С началом Корейской войны он вновь стал лётчиком ВВС США. В 1951 году он тренировался по ночам на взлётно-посадочных полосах аэродромов.

## Спортивная карьера
С 1946 по 1955 год он выиграл 66 из 69 забегов на 800 метров или 880 ярдов. Выступая за Университет Огайо, становился победителем чемпионатов NCAA в забегах на 800 м (1948 и 1949).
Являлся пятикратным чемпионом США на дистанциях 800 м (880 ярдов) (1949—1951, 1953, 1954) и один раз победил в забеге на 400 м (1952). На чемпионатах страны в закрытых помещениях он побеждал дважды: на дистанции 600 ярдов (1953) и — 1000 ярдов (1954). Для Университета штата Огайо, он начал 1948 и 1949 NCAA чемпион свыше 800 метров или 880 ярдов.
На летних Олимпийских играх 1948 года в Лондоне он выиграл бронзовую медаль на дистанции 400 м, а затем стал чемпионом в забеге на 800 м и в составе эстафеты 4 × 400 м
В 1951 году он выиграл на Панамериканских играх в Буэнос-Айресе сразу три золотых медали: на дистанциях 400 м и 800 м и в эстафете 4 × 400 метров.
На Олимпийских играх в Хельсинки (1952) вновь победил на 800-метровке, став таким образом трехкратным олимпийским чемпионом. В эстафете 4×400 м вместе с партнерами по сборной Соединенных Штатов завоевал серебряную медаль. На дистанции 400 м занял лишь шестое место.
Рекордсмен мира в беге на дистанциях: 880 ярдов — 1.40,2 (1950), 1.48,6 (1953); 1000 м — 2.20,8 (1953).
В 1954 году ему был присужден Приз Джеймса Салливана, ежегодная награда, вручаемая американским Союзом спортсменов-любителей «наиболее выдающемуся спортсмену-любителю в США». Он был первым чернокожим спортсменом, который был удостоен этой премии.
Завершил спортивную карьеру в 1956 году.

## После завершения карьеры
После завершения учебы работал в Государственном департаменте США и отвечал за управление спортивными клиниками в Африке. Позже он руководил тренировочным лагерем, созданным для бегунов в Эфиопии.
В 1967 году опубликовал мемуары Learning to Run.
Дочь Фредрика Уитфилд (род. 1965) — ведущая новостей на канале CNN. Приёмный сын Эд Райт Уитфилд, занимался прыжками в высоту.